# Van Streithagen

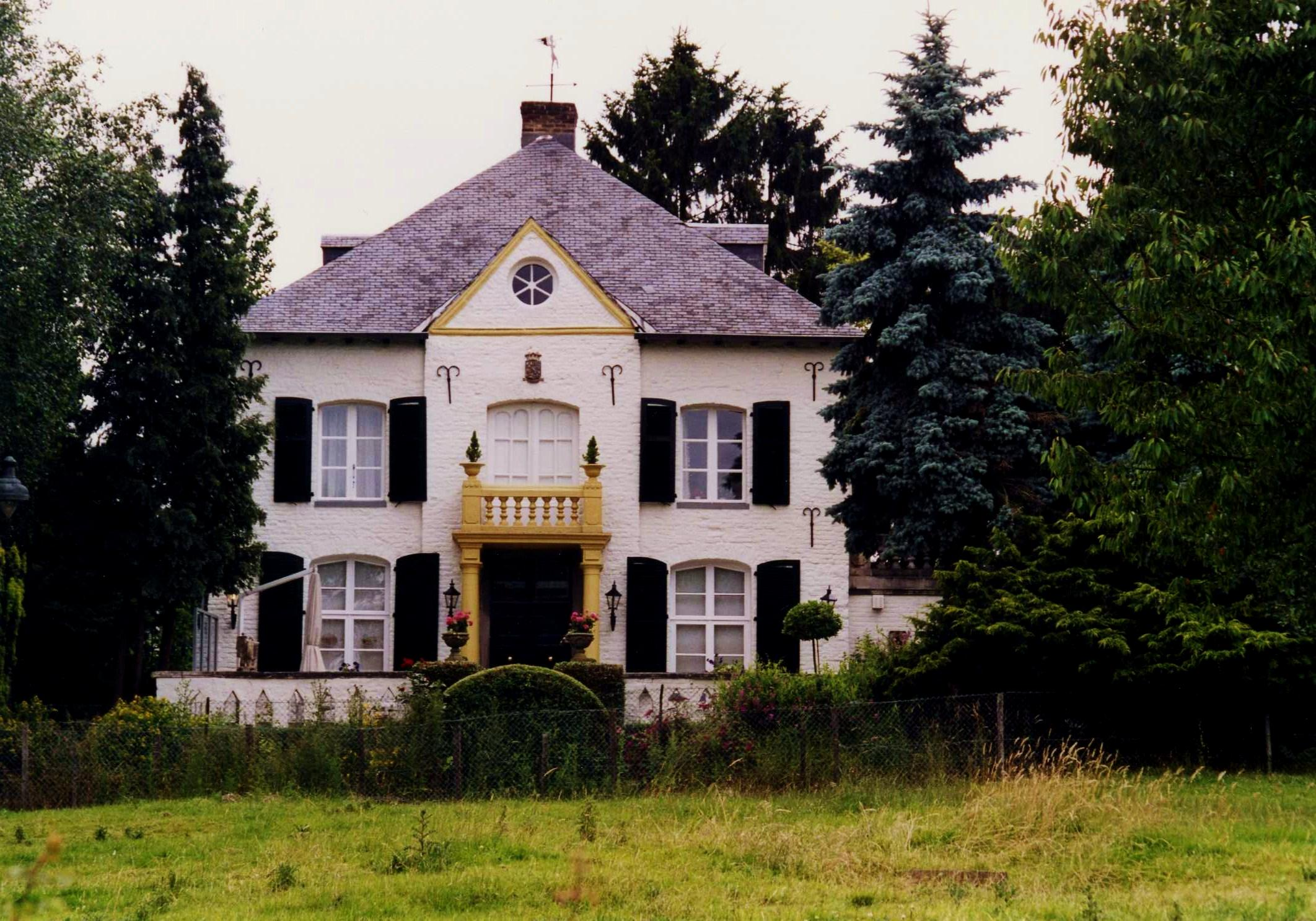
Huis Streithagen (Strijthagen) te Welten, ook wel Huis Welten genoemd.

Van Streithagen of Van Strijthagen was een Nederlands vrijherengeslacht te Welten onder Heerlen. Ze bezaten huis Streithagen aan de Weltervijver met de Weltermolen en kasteel Strijthagen in Landgraaf. De familie was regionaal een van de voornaamste adellijke geslachten, maar stierf in de 17e eeuw uit.
In de 13e eeuw waren er diverse vermeldingen van een geslacht Van Strijthagen, zoals ene Hendik van Strijthagen die in 1256 grond in erfpacht kreeg. De familie bezat het goed Strijthagen, maar in de 14e eeuw kwam het in handen van anderen. In 1386 kocht Johan Judenkop het kasteel Strijthagen van Werner van Schaesberg. In het begin werd de naam Judenkop van Streithagen gebruikt, later ging men zich alleen Streithagen noemen. Johan kreeg zes kinderen en een van hen was Gehard Judenkop van Streithagen tot Uerfeld. Hij sloot een verdrag in het jaar 1434 waarin kwam vast te staan dat zijn erfgenamen in bezit zouden krijgen het huis tot Streithagen en tot Wijnberg.
Gehard Judenkop van Streithagen tot Uerfeld huwde tweemaal. Uit zijn eerste huwelijk met Marij van Caldenborn kreeg hij een zoon:
- Johan. Huwde met Johanna van Lieck. Johanna werd door Dirk I van Lieck tot Oberlieck en Musschenbroek voor 2/3 beleend met ridderhuis Oberlieck, 1452. Ze kregen een zoon: 
  - Gerard. Deze Gerard werd landcommandeur van de balije Biesen van de Duitse Orde te Maastricht (1512-1536).

Uit zijn tweede huwelijk op 1 juli 1440 met Eva van Lieck kreeg hij, zoals het jaar 1488 uit de erfdeling bleek, zes kinderen waaronder Wilhelm en Michael:
- Wilhelm. Huwde op oudere leeftijd in 1502 met Anna van Ingenhove. Hij werd voogd en stadhouder van het Land van Valkenburg, (1514, 1524, 1530). Op een wapenbord het jaar 1585 gemaakt voor een Wilhelm van Streithagen tot Uerfeld ter gelegenheid van een Gulikse bruiloft stonden de acht wapens van zijn voorouders: Streithagen, Leick, Havert, Osen, Hartman, Driesch, Buck en Velis.

- Michael. Huwde Margaretha van Hulsberg op 26 juli 1491. Ze kregen een zoon:
  - Johan I. Heer van Oud Valkenburg en stadhouder van het Land van Valkenburg (1531-1560). Hij trouwde op 11 april 1512 met Elisabeth van Pallandt. Ze kregen een zoon:
    - Johan II. Stadhouder en voogd van het Land van Valkenburg en heer van Genhoes in Oud-Valkenburg. Hij trouwde eerst met Sophia van Cortenbach en vervolgens in 1535[1] met Maria van Ghoor, dochter van Johan van Ghoor, heer van Eys, erfgenaam van Genhoes en Anna Scheiffart van Merode.[2] Johan II liet Genhoes in het jaar 1539 verbouwen tot het huidige kasteel Genhoes. 
      - Johan (III) heer van Kerpen (- 1571) gehuwd met Ève Van Eysch,  (-1586)[3], Hertrouwd met Jean Colen, Heer de Beusdael[4][5]
      - Maria, dochter van Maria van Ghoor, huwde in 1573  met Nicolaas van Breyll (-1589)[6][7]. Zij erfde Limbricht in 1619 na de dood van Maria Scheiffart, omdat die laatste (gehuwd met Adolf van der Horst) geen kinderen had.  [8]  getrouwed  1593-1613  Melchior van Tzevel van den Edelenbandt tot Puth, zoon van Hendrik van Tzevel en Catharina van de Ellenbampt
      - Willelmine Van Strythagen (1586,1619) [9]  Heinrich von Doenrade, Heer van Dobbelstein (1586,1619)[10][11]
      - Anne Van Strythagen (-pre 1586)  gehuwd met  Diederik Van Straborch (-pre 1586) [9] en Werner Huyn van Amstenrade[12]
        - Johan van Straborch (1607, 1619)  [13][11]

## Overige telgen
- Martin van Strythagen, (1484) commandeur van Sint-Pieters-Voeren[14]
- Gerard van Streithagen, hoofdschout van Maastricht (1546), burgemeester van Maastricht (1566-1578).
- Gerard van Streithagen tot Severen trouwde Adrienne de Mérode ~1580 [15]
- Johann Jakob von Streithagen zu Urfeld (1639) [16][17]